# Ryszard Krynicki
Ryszard Krynicki (* 28. Juni 1943 

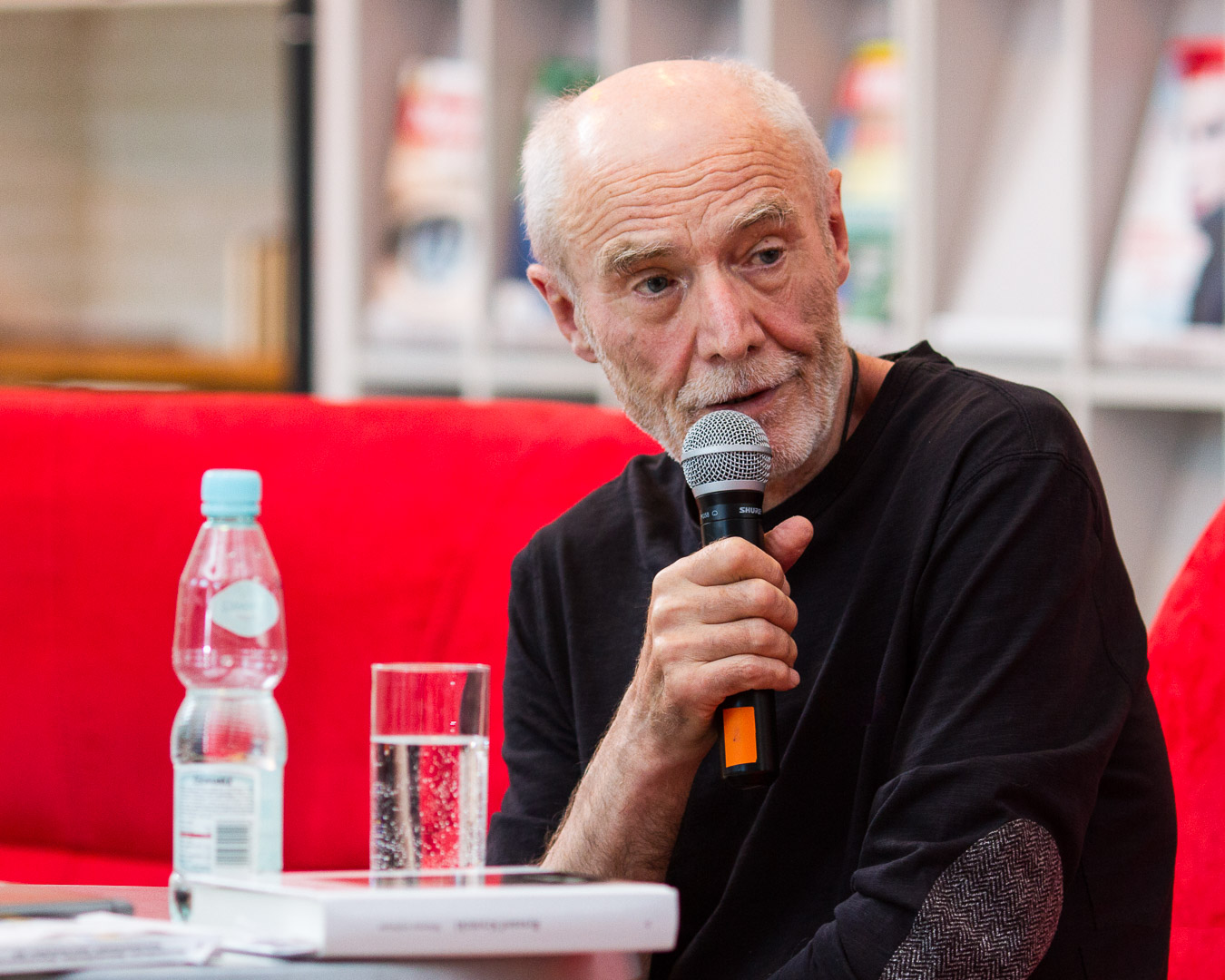
Ryszard Krynicki (2015)

im Lager Windberg, St. Valentin, Deutsches Reich) ist ein polnischer Dichter, Übersetzer deutscher Poesie und Verleger.

## Leben
Ryszard Krynicki wurde als Kind von Zwangsarbeitern in einem Lager geboren. Er wuchs in Gorzów Wielkopolski auf, wie er zu betonen pflegte, in einem Haus, aus dem die deutschen Bewohner vertrieben worden waren.
Krynicki ist einer der bedeutendsten Vertreter der zeitgenössischen polnischen Poesie und gehört mit Autoren wie Stanisław Barańczak und Adam Zagajewski zur sogenannten „Neuen Welle“ bzw. „Generation 68“ Polens. Krynicki studierte in Poznań (Posen) Polonistik. 1975 war er Mitunterzeichner der Denkschrift 59, eines Textes, der gegen die geplanten Änderungen der Verfassung der Volksrepublik Polen protestierte, weswegen er von 1976 bis 1980 mit einem Druckverbot belegt wurde. 1981 war er Redakteur der Gewerkschaftszeitung der Solidarność in Poznań. 1989 gründete er den Verlag a5, in dem u. a. Wisława Szymborska, Adam Zagajewski oder Jakub Ekier veröffentlichen. Krynicki übersetzte Werke von Gottfried Benn, Bertolt Brecht, Paul Celan, Reiner Kunze, Nelly Sachs, Georg Trakl und anderen deutschen Dichtern ins Polnische. Krynicki ist Mitglied der Sächsischen Akademie der Künste und der Polska Akademia Umiejętności in Krakau.
Ryszard Krynicki lebt mit seiner Frau Krystyna in Krakau.

## Ehrungen
- 1974: Preis der Dichter
- 1976: Kościelski-Preis
- 1976: Robert-Graves-Preis des polnischen PEN-Clubs
- 2000: Friedrich-Gundolf-Preis der Deutschen Akademie für Sprache und Dichtung für die Vermittlung deutscher Kultur im Ausland

## Werke
In deutscher Sprache sind erschienen:
- Wunde der Wahrheit. Gedichte. Ins Deutsche übertragen von Karl Dedecius. Suhrkamp, Frankfurt am Main 1991, ISBN 3-518-11664-9.
- Um niemanden zu verletzen. Gedichte aus Notizbüchern. Ins Deutsche übertragen von Karl Dedecius. Edition Tiessen, Neu-Isenburg 1991, ISBN 3-920947-96-7.
- Stein aus der Neuen Welt. Gedichte. Ins Deutsche übertragen von Esther Kinsky. Rospo, Hamburg 2000, ISBN 3-930325-33-0.
- Sehen wir uns noch? Ins Deutsche übertragen von Renate Schmidgall, Esther Kinsky und Karl Dedecius. Edition Lyrik Kabinett bei Hanser, München 2017, ISBN 978-3-446-25447-3.

Gedichte in deutscher Übersetzung sind außerdem in folgenden Anthologien enthalten:
- Karl Dedecius (Hrsg.): Ein Jahrhundert geht zu Ende. Polnische Gedichte der letzten Jahre. Suhrkamp, Frankfurt am Main 1984, ISBN 3-518-11216-3.
- Joachim Sartorius (Hrsg.): Atlas der neuen Poesie. Rowohlt, Reinbek 1995, ISBN 3-498-06306-5.
- Karl Dedecius (Hrsg.): Panorama der polnischen Literatur des 20. Jahrhunderts. Band I.2.  Ammann, Zürich 1996, ISBN 3-250-50001-1.
- Sergiusz Sterna-Wachowiak (Hrsg.): Polnische Lyrik aus 100 Jahren. Ins Deutsche übertragen von Joseph Retz. Merlin-Verlag Meyer, Gifkendorf 1997, ISBN 3-926112-63-8.

In polnischer Sprache sind folgende Gedichtbände erschienen:
- Pęd pogoni, pęd ucieczki (dt.: Jagdtrieb, Fluchttrieb). ZSP, Warschau 1968.
- Akt urodzenia (dt.: Der Geburtsakt). Wydawnictwo Poznańskie, Posen 1969.
- Wszystko jest możliwe (dt.: Alles ist möglich). Selbstverlag, Posen 1973.
- Organizm zbiorowy (dt.: Kollektiver Organismus). Wydawnictwo Literackie, Krakau 1975.
- Nasze życie rośnie (dt.: Unser Leben wächst). Instytut Literacki, Paris 1978.
- Niewiele więcej (dt.: Ein wenig mehr). Wydawnictwo KOS, Krakau 1981.
- Jeżeli w jakimś kraju (dt.: Wenn in einem Land). Galeria bez miejsca, Posen 1982.
- Wiersze, głosy (dt.: Gedichte, Stimmen). Galeria bez miejsca, Posen 1985.
- Kamień, szron (dt.: Stein, Raureif). Wydawnictwo a5, Krakau 2004, ISBN 83-85568-72-7.